# Jean-Baptiste Legoupil-Duclos
Jean-Baptiste Legoupil-Duclos est un homme politique français né en 1740 et mort le 15 mars 1820.

## Biographie
Accusateur public au tribunal de Caen, il est élu député du Calvados au conseil des Cinq-Cents le 23 germinal an VI. Il entre au Tribunat après le coup d'État du 18 Brumaire et y reste jusqu'en 1804. Il est nommé conseiller à la cour impériale de Caen en 1811.

## Sources
« Jean-Baptiste Legoupil-Duclos », dans Adolphe Robert et Gaston Cougny, Dictionnaire des parlementaires français, Edgar Bourloton, 1889-1891 [détail de l’édition]